# Kleine bevernel
Kleine bevernel (Pimpinella saxifraga) is een plant uit de schermbloemenfamilie (Apiaceae).

## Determinatie
De plant heeft een rode, gestreepte, met merg gevulde stengel die 30–100 cm hoog kan worden en niet makkelijk doorgebroken dit in tegenstelling met die van grote bevernel.
De bloem is wit en heeft een doorsnede van circa 2 mm. Er zijn vijf kroonblaadjes met gekrulde toppen.
De bloemen vormen samengestelde schermen met een doorsnede van 2–5 cm. Er is geen omwindsel. De kleine bevernel bloeit van juli tot september.
De tweedelige splitvruchten zijn eivormig met vijf ribben en hebben een grootte van 2–3 mm.
De onderste bladeren zijn enkel- of dubbelgeveerd, die hogere bladeren zijn dubbelgeveerd en zijn vaak drielobbig.

## Ecologie
Kleine bevernel groeit op zandgrond en in droge graslanden. Plaatselijk is de soort algemeen, vooral in duinen, krijt- en riviergebied.

### Syntaxonomie
Kleine bevernel is een indicatorsoort voor het droog heischraal grasland (hn) op kalkrijke bodem, een karteringseenheid in de Biologische Waarderingskaart (BWK) van Vlaanderen en het Brussels Hoofdstedelijk Gewest.

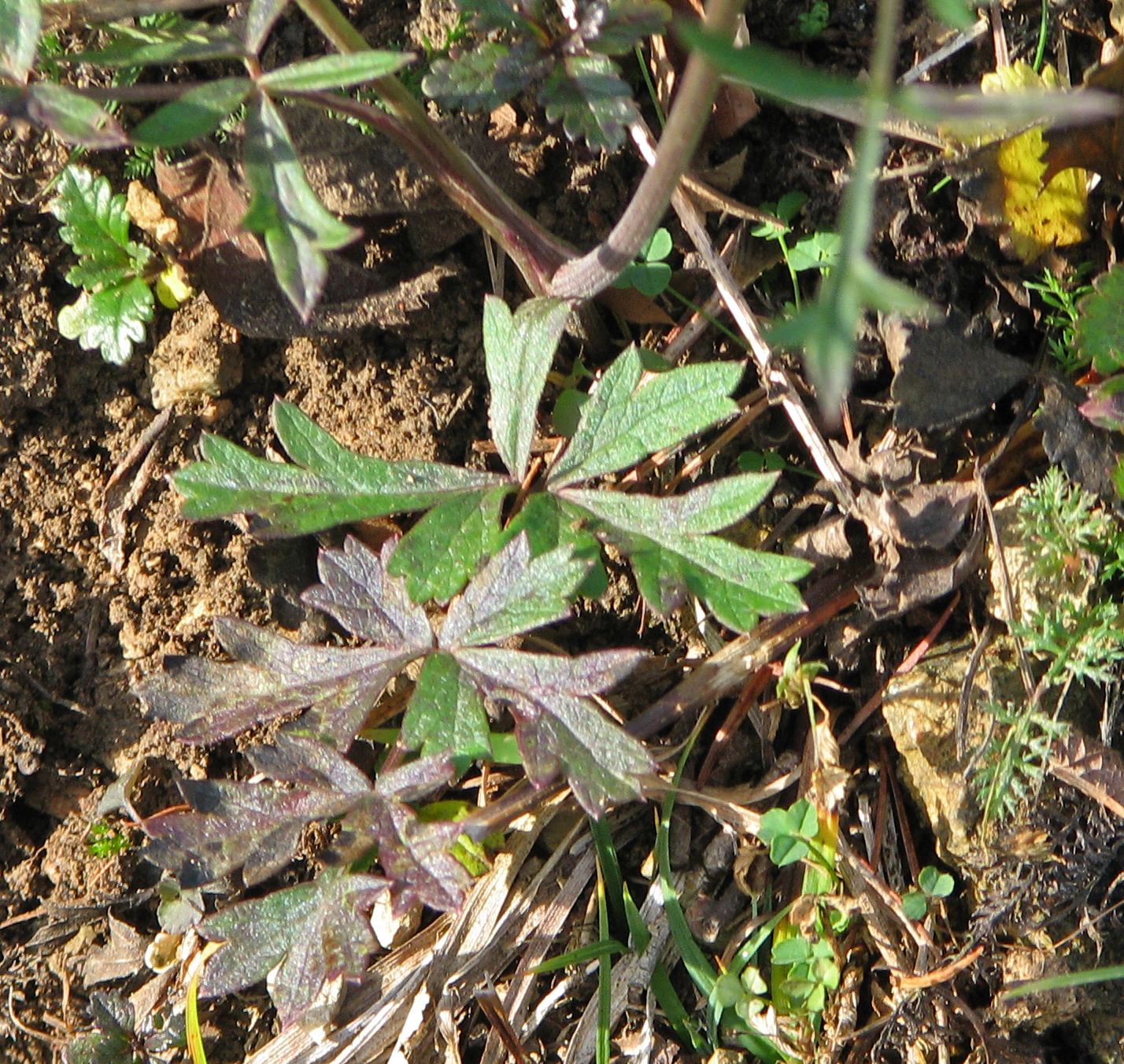
Verschillende bladvormen
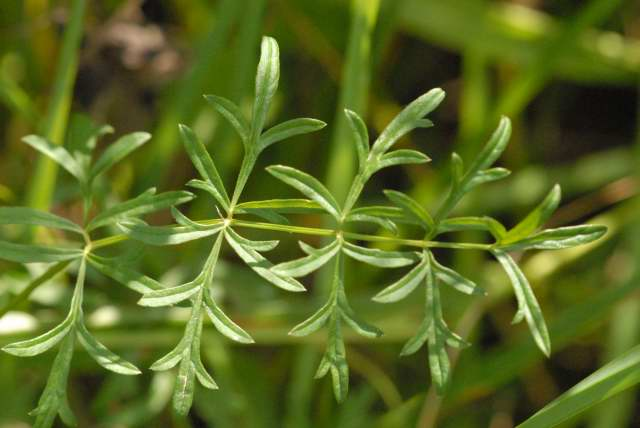
Verschillende bladvormen
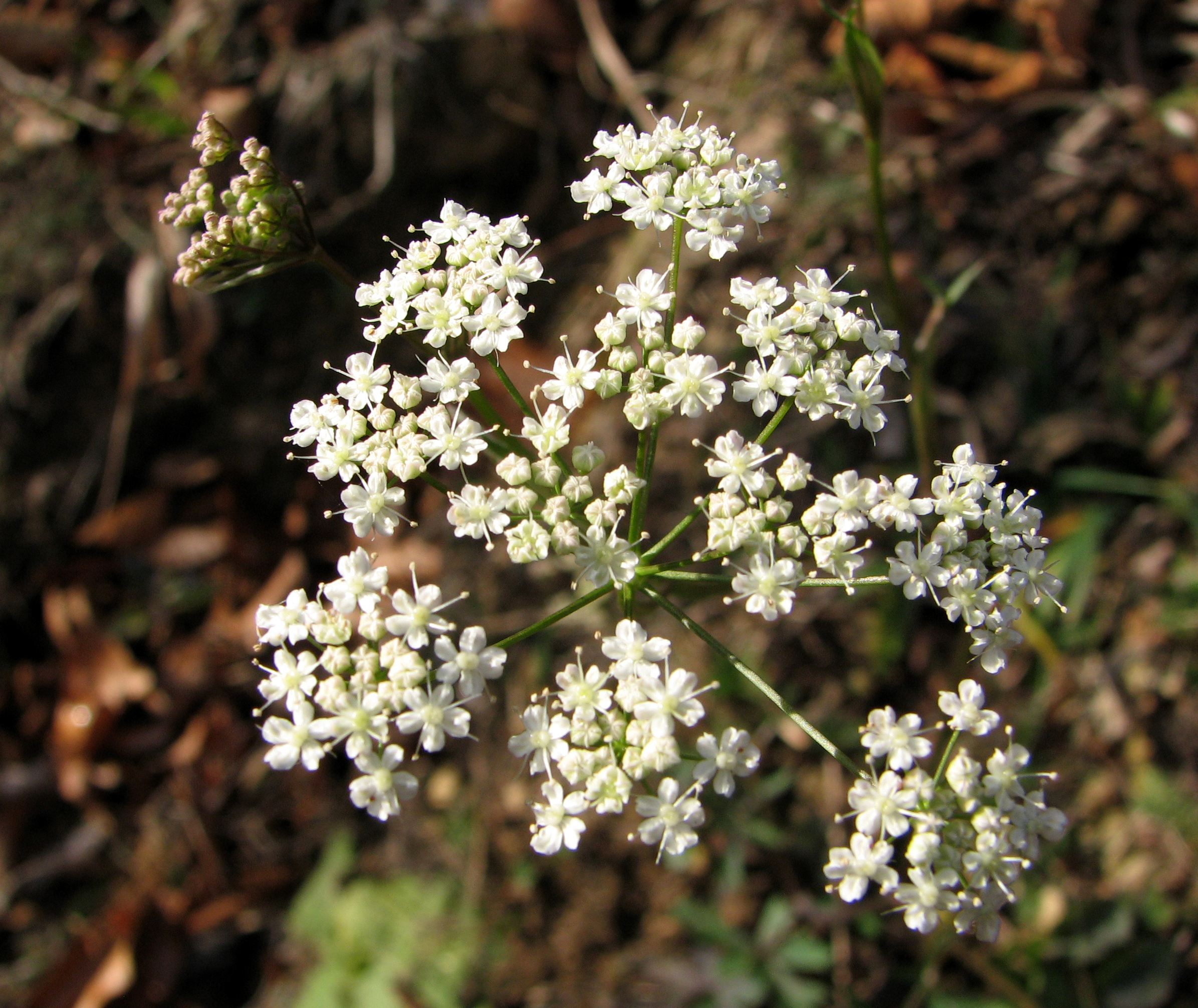
Bloemen
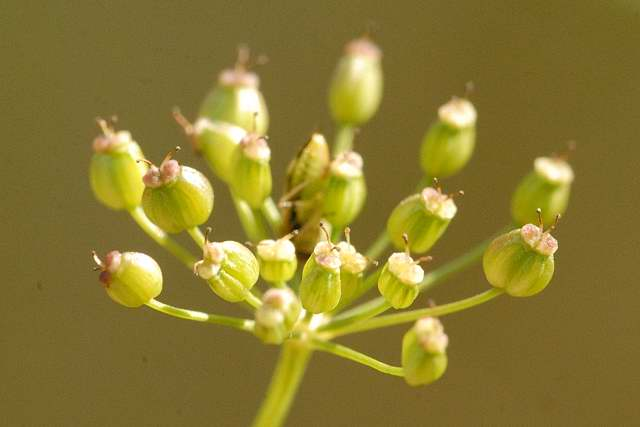
Vruchten